# Ла Віоленсія
 Ла Віоленсія (ісп. La Violencia) — збройний конфлікт у Колумбії, який тривав з 1948 по 1958 рік. Каталізатором цього стало протистояння Ліберальної і Консервативній партій Колумбії.

## Перед історія
В 1942 році в умовах економічної нестабільності президентом Колумбії був обраний лідер Ліберальної партії Лопес Пумарехо. За три роки його правління внутрішньополітичне становище в країні було погіршено і в липні 1945 під тиском протестів, що охопили всі верстви колумбійського суспільства, Лопес Пумарехо пішов у відставку.
Виконання обов'язків президента до нових виборів було тимчасово покладено на представника Ліберальної партії Альберто Льерас Камарго, але і він не зміг впоратися з ситуацією — криза наростала, почалася неконтрольована інфляція, корупція душила економіку, не припинялися масові страйки …
Під тиском військових на серпень 1946 року були призначені президентські вибори. Внутрішньопартійний конфлікт у Ліберальної партії був настільки сильним, що на вибори від лібералів було виставлено два кандидата — представника лівого крила партії Хорхе Гайтана Эльесера і ставленика олігархії Габріеля Турбая. Це розкололо виборців, прихильників лібералів, і дозволило здобути перемогу висуванця Консервативної партії Маріано Оспине Пересу.
Але на одночасних виборах в конгрес зі значною перевагою все-таки перемогли ліберали, що різко загострило політичну ситуацію.
Це протистояння закінчилося національною катастрофою в квітні 1948.

## Хід подій
Вважається, що «Ла Віоленсія» була розпочата 9 квітня 1948 року після смерті Хорхе Гайтана, члена ліберальної партії, кандидата у президенти (на виборах у листопаді 1949 року, який був дуже популярний). Його політичне вбивство спровокувало низку заворушень, відомих під назвою «Боготасо». В столиці країни Боготі — почалися погроми, розлючені натовпи грабували і підпалювали будинки, почалося полювання за членами Консервативної партії. Заворушення в столиці були жорстоко придушені військами, число жертв обчислювалася тисячами — відповіддю на це стали спалахи насильства по всій території країни.
В обстановці наростаючого громадянського конфлікту в листопаді 1949 року на нових президентських виборах президентом Колумбії був обраний консерватор Лауреано Гомес Кастро, дотримувався вкрай правих поглядів.
На виборах він практично не мав суперників, так як ліберали не змогли домовитися про єдиного кандидата і в підсумку взагалі відмовилися від участі у виборах.
Гомес Кастро відразу ж почав правити як диктатор — скасував дію конституції, розпустив конгрес, ввів цензуру в пресі, яка була однією з найбільш вільних в Латинській Америці, порушив принцип свободи віросповідання і почав переслідування і терор протестантів.
В умовах повного свавілля влади почалися спочатку епізодичні, а потім по наростаючій на всій території країни збройні зіткнення між протиборчими прихильниками лібералів і консерваторів, які переросли у громадянську війну, отримала назву «Ла Violencia»…
У цей період у країні відбулося ще два військових перевороти. В червні 1953 року до влади прийшов генерал Рохас Пінілья, який обіцяв припинення громадянської війни. У травні 1957 року він скликав Установчий конгрес, який наділив його повноваженнями президента на новий термін. Це викликало низку протестів по всій країні, що призвело до чергового військового перевороту, що відбувся 10 травня 1957 року.
Побоюючись втрати контролю над політичною ситуацією в країні, лідери Консервативної та Ліберальної партій створили Національний фронт, який запропонував угоду про паритет терміном на 12 років. Воно було схвалене на плебісциті 21 грудня 1957 року.
Громадянська війна в загальному рахунку забрала понад 200 тисяч життів.